# PhyreEngine
PhyreEngine est un moteur de jeu gratuit de Sony Interactive Entertainment, compatible avec PlayStation 4, PlayStation 3, PlayStation VR, PlayStation Vita, PlayStation Portable, Microsoft Windows (pour OpenGL et DirectX 11), Google Android et Apple iOS. PhyreEngine a été adopté par plusieurs studios de jeux et a été utilisé dans plus de 200 titres publiés.

## Fonctionnalités
PhyreEngine est distribué sous forme de package installable qui comprend à la fois le code source complet et les outils Microsoft Windows, fourni sous sa propre licence d'utilisation flexible qui permet à tout développeur de jeux PlayStation 3, éditeur ou société d'outils et de middleware de créer des logiciels basés en partie ou entièrement sur PhyreEngine sur toutes les plate-formes. Le moteur utilise des techniques de traitement parallèle sophistiquées qui sont optimisées pour l'unité de processeur synergique (SPU) du processeur Cell de la PS3, mais peuvent être facilement portées vers d'autres architectures multicœurs.
PhyreEngine prend en charge OpenGL et Direct3D, en plus de la bibliothèque PS3 LibGCM en bas niveau. Il fournit des « modèles de jeu » entièrement fonctionnels en tant que code source, comprenant la prise en charge de Havok Complete XS, NVIDIA PhysX et Bullet for Physics.

## Histoire
Le développement de PhyreEngine a commencé en 2003, pour créer un moteur graphique pour PlayStation 3. La première manifestation publique a eu lieu en 2006.
PhyreEngine a été lancé pendant la GDC 2008. PhyreEngine a été finaliste aux European Develop Industry Excellence Awards en 2008 (dans la catégorie "Innovation technique") et 2009 (dans la catégorie "Game Engine").
De nouvelles fonctionnalités (y compris le Deferred Shading) ont été présentées pendant la GDC 2009. La version 2.40, sortie en mars 2009, comprenait un nouveau système de « rendu du feuillage » qui fournit des outils et une technologie pour rendre des arbres et des plantes ultra-réalistes à intégrer facilement dans les jeux.
Une version PSP du moteur a été annoncée par Sony au GDC 2010.
La version 3.0, sortie en 2011, dispose d'un nouveau et puissant pipeline d'assets, combinant des versions améliorées des exportateurs déjà robustes, avec un outil de traitement puissant pour générer des assets optimisés pour chaque plate-forme. L'éditeur de niveau réécrit est également nouveau, qui permet une approche beaucoup plus axée sur les données pour créer des jeux à l'aide de PhyreEngine. La version 3.0 de PhyreEngine ajoute la prise en charge de la PlayStation Vita.
| Date       | Version | Remarques                          |
| ---------- | ------- | ---------------------------------- |
| 2008       | 1       | Première version                   |
| 2009-03    | 2,4     |                                    |
| 28/02/2011 | 3       | Prise en charge initiale de la PS4 |
| 27/03/2013 | 3,5     | Prise en charge PS4 supplémentaire |

## Liste des jeux utilisant PhyreEngine
| Développeur                                                               | Titre                                          | Année                    |
| ------------------------------------------------------------------------- | ---------------------------------------------- | ------------------------ |
| Acquire                                                                   | Akiba's Trip: Undead & Undressed               | 2013                     |
| Alvion                                                                    | Malicious                                      | 2010                     |
| Big Ant Studios                                                           | Rugby League Live                              | 2010                     |
| Big Ant Studios                                                           | AFL Live                                       | 2011                     |
| Big Ant Studios                                                           | AFL Live: Game of the Year Edition             | 2012                     |
| Biodroid                                                                  | Replika                                        | 2017                     |
| Boolat Games                                                              | Topatoi                                        | 2009                     |
| Capybara Games                                                            | Critter Crunch,                                | 2009                     |
| Capybara Games                                                            | Below                                          | 2018                     |
| Codemasters                                                               | Colin McRae: Dirt                              | 2007                     |
| Codemasters                                                               | Race Driver: Grid                              | 2008                     |
| Coldwood Interactive, Electronic Arts                                     | Unravel                                        | 2016                     |
| Compile Heart, Idea Factory, Gust Corporation, Nippon Ichi Software, Sega | Hyperdimension Neptunia                        | 2010                     |
| Compile Heart, Idea Factory                                               | Hyperdimension Neptunia mk2                    | 2011                     |
| Compile Heart, Idea Factory                                               | Hyperdimension Neptunia Victory                | 2012                     |
| Compile Heart, Idea Factory                                               | Megadimension Neptunia VII                     | 2015                     |
| Compile Heart, Idea Factory, Nippon Ichi Software                         | Mugen Souls                                    | 2012                     |
| Compile Heart, Idea Factory, Nippon Ichi Software                         | Mugen Souls Z                                  | 2013                     |
| Creat Studios                                                             | Germinator                                     |                          |
| Creat Studios                                                             | Pinballistik                                   |                          |
| Dennaton Games, Abstraction Games                                         | Hotline Miami                                  | 2012                     |
| Doublesix Games                                                           | Burn Zombie Burn (en)                          | 2009                     |
| Falcom                                                                    | The Legend of Heroes: Trails of Cold Steel     | 2013                     |
| Falcom                                                                    | The Legend of Heroes: Trails of Cold Steel II  | 2014                     |
| Falcom                                                                    | Tokyo Xanadu (en)                              | 2015                     |
| Falcom                                                                    | The Legend of Heroes: Trails of Cold Steel III | 2017                     |
| Falcom                                                                    | The Legend of Heroes: Trails of Cold Steel IV  | 2018                     |
| FluffyLogic                                                               | Savage Moon (en)                               | 2008                     |
| Fordesoft                                                                 | Super Blackout                                 |                          |
| Game Republic                                                             | Catan                                          | 2008                     |
| Green Hill Studios                                                        | Knytt Underground                              | 2012                     |
| Gust Corporation                                                          | Atelier Rorona: The Alchemist of Arland        | 2009                     |
| Gust Corporation                                                          | Ar tonelico Qoga: Knell of Ar Ciel (en)        | 2010                     |
| Gust Corporation                                                          | Atelier Totori: The Adventurer of Arland       | 2010                     |
| Gust Corporation                                                          | Atelier Meruru: The Apprentice of Arland       | 2011                     |
| Gust Corporation                                                          | Atelier Ayesha: The Alchemist of Dusk (en)     | 2012                     |
| HandCircus                                                                | Okabu                                          | 2011                     |
| IguanaBee                                                                 | MonsterBag (en)                                |                          |
| Iron Galaxy Studios                                                       | Divekick (en)                                  | 2013                     |
| Irem                                                                      | PachiPara DL Hyper Sea Story In Karibu (en)    | 2008                     |
| Irem                                                                      | Disaster Report 4 Plus: Summer Memories (en)   | 2011                     |
| Ivent                                                                     | Strength of the Sword 3 (en)                   | 2013                     |
| Jaywalkers Interactive                                                    | Kick & Fennick (en)                            |                          |
| Metalhead Software                                                        | Super Mega Baseball (en)                       | 2014                     |
| Nippon Ichi Software                                                      | Trinity Universe                               | 2009                     |
| Nippon Ichi Software                                                      | Last Rebellion                                 | 2010                     |
| Nippon Ichi Software                                                      | Disgaea 4                                      | 2011                     |
| Nippon Ichi Software                                                      | The Witch and the Hundred Knight (en)          | 2013                     |
| Nnooo                                                                     | Blast 'Em Bunnies                              |                          |
| Nnooo                                                                     | escapeVektor                                   |                          |
| Orange Pixel                                                              | Heroes of Loot                                 |                          |
| Orange Pixel                                                              | Gunslugs (en)                                  |                          |
| Project BC                                                                | Vacant Sky Awakening                           | TBA                      |
| Ratloop                                                                   | Rocketbirds: Hardboiled Chicken (en)           | 2011                     |
| Ratloop                                                                   | Rocketbirds 2: Evolution                       | 2016                     |
| Red Hare Studios                                                          | Page Chronica                                  | 2012                     |
| Relevo                                                                    | Baboon!                                        | 2015 (Vita) / 2017 (PS4) |
| Roll7                                                                     | OlliOlli 2: Welcome to Olliwood                | 2015                     |
| Sony Computer Entertainment                                               | Gravity Daze / Gravity Rush                    | 2011                     |
| Seed Studios                                                              | Under Siege                                    | 2011                     |
| Sidhe Interactive                                                         | GripShift                                      | 2007                     |
| Sidhe Interactive                                                         | Shatter,                                       | 2009                     |
| Spiders                                                                   | Mars: War Logs                                 | 2013                     |
| Spiders                                                                   | Bound by Flame                                 | 2014                     |
| Spiders                                                                   | The Technomancer                               | 2016                     |
| Square Enix                                                               | Final Fantasy X/X-2 HD Remaster                | 2014                     |
| Square Enix                                                               | Final Fantasy XII: The Zodiac Age              | 2016                     |
| Square Enix                                                               | Dragon Quest Builders                          | 2016                     |
| Steel Minions (Sheffield Hallam University)                               | Piecefall                                      | 2015                     |
| Switchblade Monkeys                                                       | Secret Ponchos (en)                            |                          |
| thatgamecompany                                                           | Flower                                         | 2009                     |
| thatgamecompany                                                           | Flow                                           | 2007                     |
| thatgamecompany                                                           | Journey                                        | 2012                     |
| VectorCell                                                                | Amy                                            | 2012                     |
| VectorCell                                                                | Flashback                                      | 2013                     |
| XGen Studios                                                              | Super Motherload (en)                          | 2013                     |
| Sparpweed & Codeglue                                                      | ibb & obb                                      | 2013 (PS3) / 2014 (PC)   |

## Moteurs de jeu dérivés
- EGO [24]
- Silk Engine

## Remarques
1. 1 2  Utilise le moteur dérivé EGO